# Jamaica International Invitational

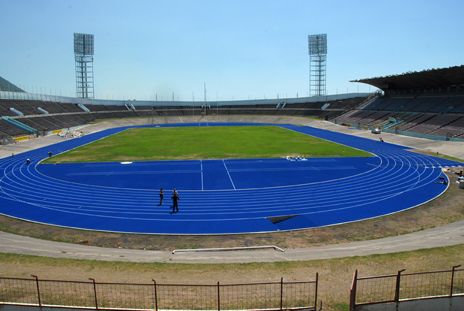
Independence Park (2011)

Das Jamaica International Invitational ist eine Leichtathletikveranstaltung im Independence Park in Kingston auf Jamaika.

## Geschichte
Das erste Mal wurde die Veranstaltung 2004 durchgeführt. Das Hauptziel war dabei die Förderung der Leichtathletik auf Jamaika, indem man möglichst viele der weltbesten Athletinnen und Athleten auf die Insel bringt. Seit 2011 gehört es zur World-Challenge-Serie.

## Veranstaltungsrekorde

### Männer
| Disziplin        | Rekord  | Athlet             | Land                | Datum        |
| ---------------- | ------- | ------------------ | ------------------- | ------------ |
| 100 m            | 9,76    | Usain Bolt         | Jamaika             | 3. Mai 2008  |
| 200 m            | 19,56   | Usain Bolt         | Jamaika             | 1. Mai 2010  |
| 400 m            | 44,59   | Youssef Masrahi    | Saudi-Arabien       | 9. Mai 2009  |
| 800 m            | 1:45,67 | Khadevis Robinson  | Vereinigte Staaten  | 4. Mai 2009  |
| 1500 m           | 3:35,92 | Aman Wote          | Äthiopien           | 5. Mai 2012  |
| 3000 m           | 7:59,92 | Juan Luis Barrios  | Mexiko              | 9. Mai 2015  |
| 110 m Hürden     | 13,16   | Aleec Harris       | Vereinigte Staaten  | 9. Mai 2015  |
| 400 m Hürden     | 47,79   | Kerron Clement     | Vereinigte Staaten  | 2. Mai 2008  |
| 3000 m Hindernis | 8:34,17 | Ben Bruce          | Vereinigte Staaten  | 5. Mai 2012  |
| Hochsprung       | 2,28    | Adam Shunk         | Vereinigte Staaten  | 7. Mai 2005  |
| Hochsprung       | 2,28    | Jamal Wilson       | Bahamas             | 19. Mai 2018 |
| Stabhochsprung   | 5,80    | Sam Kendricks      | Vereinigte Staaten  | 20. Mai 2017 |
| Weitsprung       | 7,95    | James Beckford     | Jamaika             | 7. Mai 2005  |
| Dreisprung       | 16,80   | Samyr Laine        | Haiti               | 7. Mai 2011  |
| Kugelstoßen      | 21,85   | Christian Cantwell | Vereinigte Staaten  | 3. Mai 2014  |
| Diskuswurf       | 66,36   | Fedrick Dacres     | Jamaika             | 20. Mai 2017 |
| Speerwurf        | 76,30   | Shakeil Waithe     | Trinidad und Tobago | 7. Mai 2016  |

### Frauen
| Disziplin      | Rekord  | Athletin            | Land               | Datum        |
| -------------- | ------- | ------------------- | ------------------ | ------------ |
| 100 m          | 10,81   | Carmelita Jeter     | Vereinigte Staaten | 5. Mai 2012  |
| 200 m          | 22,09   | Elaine Thompson     | Jamaika            | 20. Mai 2017 |
| 400 m          | 49,89   | Sanya Richards      | Vereinigte Staaten | 6. Mai 2006  |
| 800 m          | 1:58,41 | Kenia Sinclair      | Jamaika            | 7. Mai 2011  |
| 1500 m         | 4:08,37 | Alexa Efraimson     | Vereinigte Staaten | 7. Mai 2016  |
| 3000 m         | 9:41,12 | Amela Terzić        | Serbien            | 3. Mai 2014  |
| 100 m Hürden   | 12,39   | Jasmin Stowers      | Vereinigte Staaten | 9. Mai 2015  |
| 400 m Hürden   | 54,20   | Lashinda Demus      | Vereinigte Staaten | 6. Mai 2006  |
| Hochsprung     | 2,00    | Chaunté Howard-Lowe | Vereinigte Staaten | 1. Mai 2010  |
| Stabhochsprung | 4,50    | Kylie Hutson        | Vereinigte Staaten | 3. Mai 2014  |
| Weitsprung     | 6,82    | Ese Brume           | Nigeria            | 19. Mai 2018 |
| Dreisprung     | 14,87   | Caterine Ibargüen   | Kolumbien          | 9. Mai 2015  |
| Kugelstoßen    | 19,22   | Michelle Carter     | Vereinigte Staaten | 5. Mai 2012  |
| Diskuswurf     | 62,41   | Gia Lewis-Smallwood | Vereinigte Staaten | 4. Mai 2013  |
| Hammerwurf     | 76,27   | DeAnna Price        | Vereinigte Staaten | 19. Mai 2018 |